# El sermón sobre la caída de Roma
El sermón sobre la caída de Roma es una novela de Jérôme Ferrari publicada el 22 de agosto de 2012 por la editorial Actes Sud. Ganó el premio Goncourt 2012.

## Trama
La novela comienza con una cita de San Agustín:
"¿Te admiras de que perece el mundo? Admírate de la vejez del mundo. Es como un hombre: nace, crece y muere. […] Envejece el hombre y se llena de achaques; envejece el mundo y se llena de calamidades. […] Cristo te dice: «El mundo perece, el mundo envejece, el mundo decae y se agota con la fatiga de la senectud. No temas; tu juventud se renovará como la del águila". San Agustín, sermón LXXXI, 8, diciembre de 410. 
Matthieu Antonetti y su amigo de infancia Libero Pintus deciden abandonar sus estudios de filosofía para hacerse cargo del bar regentado en su pueblo familiar corso donde el primero sólo pasaba sus vacaciones y el segundo, hijo de una familia de emigrantes sardos, creció antes de ir a estudiar a París. La familia Antonetti no vivía en Córcega, donde sólo nació el abuelo Marcel, poco después de la Primera Guerra Mundial, el más joven de una familia en la que era sobre todo cercano a su hermana Jeanne-Marie. Tras marcharse en cuanto pudo al continente para alistarse en el ejército, al igual que su hermano mayor Jean-Baptiste, Marcel, debido a problemas de salud, no pudo realizar su sueño y, tras una estancia en Marsella, donde se casa con una hija Colonna, se convierte en administrador colonial en el África Ecuatorial Francesa. Su joven esposa murió al dar a luz y Marcel, que permaneció en África durante más de veinte años hasta la descolonización, confió su hijo Jacques a su hermana Jeanne-Marie, quien crio a su sobrino en París como a su propio hijo con su hija Claudie. En la adolescencia, los primos se enamoran y, a pesar de la oposición de la familia, que finalmente cede, deciden casarse, dando a luz a Matthieu y Aurélie.
"Matthieu escoge a Leibniz para escribir su tesis de licenciatura, pero se desengaña enseguida. Sólo un loco o un idiota pueden afirmar que "vivimos en el mejor de los mundos posibles". Libero se decanta por San Agustín, pero la lectura de La Ciudad de Dios le abre los ojos. El obispo de Hipona sólo es "un bárbaro inculto" animado por un odio revanchista hacia el mundo antiguo, con sus dioses y poetas. Aunque ambos se enfrentan a la decepción de sus respectivas familias, que les habían enviado a París para librarles de la escasez de horizontes de una sociedad atrasada y rural, cada uno concibe su porvenir desde una perspectiva diferente." 
Matthieu y Libero encuentran sentido a sus vidas encargándose del bar, que rápidamente se convierte en el centro del pueblo, pero que también cumple un papel en la vida nocturna de toda la región gracias, en particular, a las cuatro camareras que trabajan allí y al espíritu que los dos jóvenes transmiten en él. Los resultados de la primera temporada son buenos, lo que nos permite mantener el equipo y permanecer abierto todo el año. Sin embargo, poco a poco se anuncian los primeros síntomas de degradación, tanto en las relaciones amistosas perturbadas por las relaciones románticas de las camareras y sus diferencias, como en la frecuentación del bar donde aparecen tensiones entre ciertos clientes habituales y Libero. Matthieu, por otra parte, choca con su hermana Aurélie, que no comprende la decisión de su hermano de abandonar sus estudios mientras ella sigue una carrera universitaria como arqueóloga en Argelia, responsable de las excavaciones en Annaba sobre los restos cristianos que datan de San Agustín. La repentina enfermedad de su padre sella la ruptura entre Aurélie y Matthieu cuando este último, centrado en su aparente felicidad corsa, se niega a venir a París para vivir los últimos momentos de Jacques, que muere sin volver a ver a su hijo. El viejo Marcel se aísla cada vez más tras la muerte de su hijo, y en su casa de la que ahora Matthieu ha huido, permanece solo en diálogo con la foto de su familia anterior a su nacimiento.
Una última pelea entre habituales del bar, después de la cual Líbero, defendiendo a un amigo, debe expulsar a uno de los alborotadores de larga data, termina en un sangriento ajuste de cuentas en una plaza pública durante el cual Líbero se ve obligado, bajo la mirada de Matthieu, a derribar a este amigo, destruyendo así las últimas esperanzas de "el mejor de todos los mundos posibles".

## Análisis

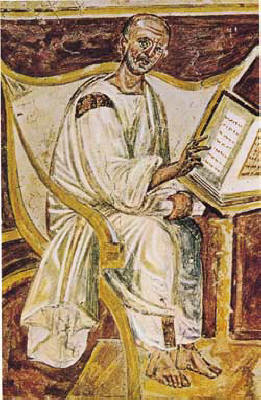
Agustín de Hipona, retrato del siglo VI en la Basílica de San Juan de Letrán.

Las siete partes del libro, que relatan la lenta descomposición del Imperio francés y la de un universo creado alrededor de un bar de pueblo; un mundo que, sin embargo, parecía perfecto e ideal, tienen como títulos de capítulo frases tomadas de La ciudad de Dios de Agustín de Hipona y, en particular, de su Sermón sobre la caída de Roma (que cierra la novela) pronunciado ante sus fieles, preocupados, el 8 de décembre del 410 en Hipona tras el anuncio del saqueo de Roma por parte de Alarico I anunciando la caída del Imperio romano. El autor también hace referencia a textos de Gottfried Wilhelm Leibniz.
Más allá del relato filosófico, la novela es también una historia sobre la desintegración de la sociedad insular corsa durante el siglo XX. 

## Recepción
Rafael Narbona destacó en El Cultural que "El sermón sobre la caída de Roma es una excelente novela, con personas creíbles y complejos y una prosa notable, que a veces se excede en esa voluntad de estilo tan característica de las letras francesas. No es una simple narración. Al igual que Bouvard y Pécuchet o El extranjero, encierra una tesis y no se avergüenza de ello. Ferrari recrea el desencanto de unas generaciones educadas en el escepticismo, pero que aún sueñan con un paraíso inexistente. Matthieu y Libero no se identifican con ningún credo. Sólo desean un modesto rincón en el mundo, pero el mundo se mostrará implacable con ellos y les enredará en un drama sórdido que malogrará cualquier esperanza de dicha. Ferrari cita la "Fuga de la muerte" de Celan y no parece casual. Tal vez al hombre de nuestro tiempo no le quede otra salida que excavar una tumba en el cielo." 
César Coca indicó en El Correo que "El sermón sobre la caída de Roma es una novela pesimista escrita con un lenguaje que trata de forzar sus límites en muchos momentos (capítulos enteros en un solo párrafo, profusión de imágenes que exigen de una lectura sin precipitación) y, salvo en algunos momentos concretos, un ritmo moroso, como la propia vida en un rincón de la Córcega que simboliza el fin de la civilización occidental." 
Raphaëlle Leyris elogió en Le Monde la virtuosidad verbal de Ferrari: "La frase extraordinariamente elaborada y sinuosa de Jérôme Ferrari busca explorar los caminos que cada persona elige, aún más admirable en El sermón que en sus novelas anteriores. El autor la domina al máximo, tan hábil para estirarla en todo su poder y gravedad como para inflarla de ironía,  jugando con el contraste entre su despliegue solemne y un punto final a veces divertido en el que termina. La salpica de incisiones que pueden abarcar varias temporalidades al mismo tiempo y parecen servir para recordar la finitud de todos los destinos, a la manera de las moscas sobre las vanidades del Barroco." 

## Premios
La novela fue preseleccionada en la primera lista de doce novelas que competían por el Premio Goncourt 2012  (luego en las listas reducidas a ocho y cuatro novelas),  para la lista final de cuatro novelas para el Premio Femina, así como en la lista final de tres novelas para el Gran Premio de Novela de la Academia Francesa. 
El 7 de noviembre de 2012 obtuvo el premio Goncourt luego de una segunda etapa de escrutinio por parte del jurado, donde compitieron también Peste et Choléra de Patrick Deville y La Vérité  de Joël Dicker.

## Ediciones en francés
- Jérôme Ferrari, Le Sermon sur la chute de Rome, Arles, Actes Sud, coll. « Domaine français », 2012, 201 p. (ISBN 978-2-330-01259-5, BNF 42759274)
- Jérôme Ferrari, Le Sermon sur la chute de Rome, Paris, Éditions Thélème, 2012 (ISBN 978-2-87862-744-2, BNF 43538813)
- Jérôme Ferrari, Le Sermon sur la chute de Rome, Cergy-Pontoise, À vue d'œil, coll. « 18-19 : littérature (gros caractères) », 2013, 393 p. (ISBN 978-2-84666-759-3, BNF 43550630)
- Jérôme Ferrari, Le Sermon sur la chute de Rome, Arles–Montréal, Actes Sud–Leméac, coll. « Babel » (no 1191), 2013, 203 p. (ISBN 978-2-330-02280-8 et 978-2-7609-3456-6, BNF 43663790)